# エジムンド
エジムンド・アウヴェス・デ・ソウザ・ネト（Edmundo Alves de Souza Neto, 1971年4月2日 - ）は、ブラジル・リオデジャネイロ州・ニテロイ出身の元サッカー選手。ポジションはフォワード。登録名はエジムンド (Edmundo) 。

## クラブ経歴
父親は美容師、母親は掃除で生計を立てている貧しい家に生まれた。他の多くの子供たち同様にストリートサッカーをしていたが、9歳の時にスカウトされ、ニテロイにあるフォンセカという小さなクラブに連れていかれ、CRヴァスコ・ダ・ガマとの練習試合に出場した。その試合でのプレーにより、ヴァスコへと引き抜かれた。その後の4年間、サッカーとフットサルの両方でプレーを続け、ボタフォゴへの2年間のレンタルを経て、1990年にヴァスコへ複帰した。20歳でトップデビューを果たし、1992年頃にはスタメンに定着し、ベベットとツートップを組んで、ブラジル代表にもデビュー、カンピオナート・カリオカ優勝でも果たした。
1993年にパルメイラスが獲得、1993年5月22日のフェロヴィアーリア戦の中継で、ゴールを決めた際にあるサッカー解説者がアニマル(野獣）と名付け、以後あだ名として定着した。1993年、1994年はリンコン、エジウソン、リバウドらと攻撃陣を形成し、2年連続でブラジル選手権優勝に貢献した。しかし、この年だけで5枚のレッドカードを受けただけでなく、コリンチャンス戦では、チームメートのザーゴと殴り合いの喧嘩騒ぎを起こした。コパ・リベルタドーレスの試合で途中交代を命じられると、ヴァンデルレイ・ルシェンブルゴ監督に暴言を吐いたため、クラブから長期の出場停止処分を受け、ブラジル代表としてワールドカップに出場する可能性が消滅した。その後も度々揉め事を起こすなど、チームメイト、コーチ、監督、ファン全ての人たちとの関係が最悪の状態となり、1995年にフラメンゴに売却された。
フラメンゴでのロマーリオとコンビはバットボーイズと異名を取った。またロマーリオ、サヴィオとのトリデンテは破壊力を見せたが、タイトルを獲得出来ずに終わった。1995年12月2日、飲酒運転中に死亡事故を起こした。
1996年、コリンチャンスでのプレーを経て、ヴァスコ・ダ・ガマへ複帰、1997年のブラジル選手権ではサン・ジョアン戦で一人で6ゴールを決めるなど、チームを優勝に導き、自身もその年の得点王に輝くと共にレイナウドの最多得点記録を20年ぶりに更新する活躍を見せた。
1997-98シーズン冬の移籍で、セリエAのフィオレンティーナに移籍、3月29日のSSCナポリ戦でセリエA初ゴールを決めた。パルマ戦での2得点により、チームは来期のUEFAカップ出場権を獲得したが、リオのカーニバルへの参加でブラジルに帰国した影響もあって、10試合4得点に終わった。
1998-99シーズン、第4節ウディネーゼ戦では試合終了直前に決勝ゴールを決めるなど、第20節を終えた時点でチームは首位に立っていたが（最終成績は3位）、終盤で得点源のガブリエル・バティストゥータが故障離脱して危機的な状況になったにも関わらず、「リオのカーニバルに参加するため」ブラジルへ帰国した。元々契約にはカーニバル休暇の条項があったとはいえ、正念場での離脱行為は多くのサポーターやチームメートからの信頼を失った。ここでも数々の問題を起こし、ヴァスコ・ダ・ガマへ復帰。
2000年に開催された第1回FIFAクラブワールドカップ決勝、コリンチャンス戦ではPK戦で自身がPKを失敗し、優勝を逃したが、マンチェスター・ユナイテッド戦ではロマーリオの先制点をアシスト、さらに巧みなコントロールでDFをかわしゴールを決め、チームを勝利に導くなどの活躍でシルバーボールアワードを獲得した。その後レンタルでサントスや、SSCナポリでもプレーした。2001年から半年間プレーしたナポリでは、シーズン最終節で古巣のフィオレンティーナと対戦、この試合で決勝点を決めたが、チームをセリエB降格から救えず、涙を流した。

### Jリーグでの活躍
2001年、クルゼイロからリリースされた後、所属チームが決まらず、個人トレーニングをしていた。J2降格の危機に立たされていた東京ヴェルディ1969へフリートランスファーで急遽入団。10月31日、Jリーグデビューのセカンドステージ11節のセレッソ大阪戦でいきなりゴールを決める。東京ヴェルディ1969はエジムンドの加入後、3勝1敗1分けの成績で14位に滑り込み、チームのJ1残留に大きく貢献した。
2002年は怪我を口実にプレシーズンのキャンプに参加せず、リオのカーニバルに参加した影響で、第5節からの登場となったが、ストライカーとしてだけではなくゲームメーカーとしても多くのチャンスを演出した。7節の浦和レッズ戦で2002年初ゴールを決め、10節FC東京戦では決勝点を含む2ゴール、セカンドステージは開幕の京都パープルサンガ戦から7節のジェフ戦まで7試合連続、最終節のベガルタ仙台戦でも2ゴールを決めるなど、セカンドステージだけで11ゴールを挙げた。年間では合計16点を決め、5月12日のJリーグカップではヴィッセル神戸戦ではハットトリックを決める活躍をしたが、高額な年俸（約2億円）がネックとなり退団した。またこの年、JOMOオールスターサッカーに出場した。
2003年2月に当時のJリーグ最高額で移籍した浦和では、ハンス・オフト監督がエジムンドを核としたチーム構想を抱いて、本人も意気込みを見せていたが、Jリーグカップでの敗戦後「オフトの練習方法により、コンビネーションが確立出来ない」との不満を述べるようになり、暗に監督交代を求め、GMの森孝慈らとも話し合いの機会をもったが、Jリーグ開幕前の3月24日に退団を表明し、数日後に帰国した。

### ブラジルへの復帰
浦和退団後、古巣のヴァスコ・ダ・ガマに移籍、2003年はヴァスコ・ダ・ガマでプレー。
2004年シーズン途中でフルミネンセに移籍、フルミネンセでは再びロマーリオと2トップを組み、話題になった。長期の負傷から復帰したばかりの2005年にノヴァ・イグアスへ移籍するが、1カ月足らずで退団。直後に加入したフィゲイレンセでエースとして活躍。2006年には古巣であるパルメイラスに移籍し、2008年からはキャリアをスタートさせたヴァスコ・ダ・ガマに復帰し、現役を引退した。

## 代表経歴
1992年から2000年にかけて39試合でプレー、3度のコパアメリカとフランスワールドカップに出場した。1992年7月31日のメキシコ戦で途中出場でデビューを果たした。11月25日のウルグアイ戦で代表初ゴールを挙げるなど、通算10得点を記録。
1997年のコパアメリカではグループリーグのコロンビア戦で1ゴール、決勝のボリビア戦でも先制ゴールを挙げるなど優勝を果たしが、審判の見ていない所で相手選手を殴り、これに気付いたマリオ・ザガロ監督は、トラブルを避けるため、途中交代を命じた。
1998年フランスワールドカップでは2試合に出場、この時の決勝、フランス戦では体調不良のロナウドの代わりに先発出場することとなっていたが、試合直前にロナウドが先発することとなった。
代表チームでは不運にも同時期にロマーリオ、ベベット、ロナウドがいたため、途中出場やベンチが多く、レギュラーを掴めなかった。

## 引退後
現役引退後はFOXスポーツなどの解説者を務めている。2016年11月には、同月30日にコロンビア・メデジンで開催される予定であったコパ・スダメリカーナ2016決勝1stレグの解説のため、シャペコエンセの遠征メンバーと同じチャーター便に搭乗する予定であったが、直前にキャンセルとなったため、ラミア航空2933便墜落事故の遭遇を免れた。なお、元ブラジル代表のマリオ・セルジオ・ポンテス・デ・パイバが、エジムンドの代わりにシャペコエンセの遠征に同行し、墜落事故に遭遇して命を落としている。

## 人物
- 1994年5月、パルメイラスとパルマが共にパルマラットが親会社であったこと、またパルマが多くの選手をワールドカップに送り出し、選手が不足していたことから、パルマの選手としてコロンビア代表との親善試合に出場[24]。1得点を決めた。

- SSCナポリでプレーしていた、2001年3月のヴィチェンツァ戦において、ヴィチェンツァファンたちが人種差別の意味合いで、エジムンドに向かって沢山のオレンジを投げつけると、エジムンドはただ黙ってオレンジ拾って食べ、抗議の意を示した[1]。

- ヴェルディ時代のエピソードとして、試合前集中するためにどうしても一人になりたいとホーム、アウェイに関わらず一人になれる部屋を準備させていた[25]。

- 2002年の最終戦対ベガルタ仙台戦の試合前、ヴェルディの全選手が集まり、母国ブラジルで射殺されたエジムンドの弟の冥福を祈った。その試合で2得点を挙げ、さらに永井秀樹へのアシストを記録した[16]。

- また「稀代の問題児」とされており、上記フィオレンティーナにおいての「リオのカーニバル参加」を口実にした退団騒動以外でも、ブラジルリーグ在籍時にはチンパンジーに酒を飲ませようとした行為で、動物愛護団体からのクレームが付いたほか、1995年に飲酒運転により3人を死なせる事故を起こしたこともあった[26]。

- 上記の交通事故をめぐる裁判で、2003年6月25日に、ブラジル連邦裁判所は、懲役4年6月の判決を下した。エジムンドはヴァスコ・ダ・ガマで活躍中で、同国の「ワーク・リリース」制度により、昼間は刑務所から出て練習や試合に出場し、夜間は収監されることになった[27]。このスタイルが、日本の有名な漫画に似ているため、「リアル男組」と、話題になった[28]。

## 個人成績
| 国内大会個人成績 | 国内大会個人成績   | 国内大会個人成績 | 国内大会個人成績 | 国内大会個人成績             | 国内大会個人成績           | 国内大会個人成績 | 国内大会個人成績 | 国内大会個人成績 | 国内大会個人成績 | 国内大会個人成績 | 国内大会個人成績 |
| 年度             | クラブ             | 背番号           | リーグ           | リーグ戦                     | リーグ戦                   | リーグ杯         | リーグ杯         | オープン杯       | オープン杯       | 期間通算         | 期間通算         |
| 年度             | クラブ             | 背番号           | リーグ           | 出場                         | 得点                       | 出場             | 得点             | 出場             | 得点             | 出場             | 得点             |
| ブラジル         | ブラジル           | ブラジル         | ブラジル         | リーグ戦                     | リーグ戦                   | ブラジル杯       | ブラジル杯       | オープン杯       | オープン杯       | 期間通算         | 期間通算         |
| ---------------- | ------------------ | ---------------- | ---------------- | ---------------------------- | -------------------------- | ---------------- | ---------------- | ---------------- | ---------------- | ---------------- | ---------------- |
| 1992             | ヴァスコ・ダ・ガマ |                  |                  | 24                           | 8                          |                  |                  |                  |                  |                  |                  |
| 1993             | パルメイラス       |                  |                  | 19                           | 11                         |                  |                  |                  |                  |                  |                  |
| 1994             | パルメイラス       |                  |                  | 21                           | 10                         |                  |                  |                  |                  |                  |                  |
| 1995             | フラメンゴ         |                  |                  | 13                           | 2                          |                  |                  |                  |                  |                  |                  |
| 1996             | コリンチャンス     |                  |                  | 11                           | 4                          |                  |                  |                  |                  |                  |                  |
| 1996             | ヴァスコ・ダ・ガマ |                  |                  | 16                           | 9                          |                  |                  |                  |                  |                  |                  |
| 1997             | ヴァスコ・ダ・ガマ |                  |                  | 26                           | 29                         |                  |                  |                  |                  |                  |                  |
| イタリア         | イタリア           | イタリア         | イタリア         | リーグ戦                     | リーグ戦                   | イタリア杯       | イタリア杯       | オープン杯       | オープン杯       | 期間通算         | 期間通算         |
| 1997-98          | フィオレンティーナ | 29               | セリエA          | 9                            | 4                          |                  |                  |                  |                  |                  |                  |
| 1998-99          | フィオレンティーナ | 11               | セリエA          | 28                           | 8                          |                  |                  |                  |                  |                  |                  |
| ブラジル         | ブラジル           | ブラジル         | ブラジル         | リーグ戦                     | リーグ戦                   | ブラジル杯       | ブラジル杯       | オープン杯       | オープン杯       | 期間通算         | 期間通算         |
| 1999             | ヴァスコ・ダ・ガマ |                  |                  | 26                           | 16                         |                  |                  |                  |                  |                  |                  |
| 2000             | サントス           |                  |                  | 21                           | 12                         |                  |                  |                  |                  |                  |                  |
| イタリア         | イタリア           | イタリア         | イタリア         | リーグ戦                     | リーグ戦                   | イタリア杯       | イタリア杯       | オープン杯       | オープン杯       | 期間通算         | 期間通算         |
| 2000-01          | ナポリ             | 97               | セリエA          | 17                           | 4                          |                  |                  |                  |                  |                  |                  |
| ブラジル         | ブラジル           | ブラジル         | ブラジル         | リーグ戦                     | リーグ戦                   | ブラジル杯       | ブラジル杯       | オープン杯       | オープン杯       | 期間通算         | 期間通算         |
| 2001             | クルゼイロ         |                  |                  | 12                           | 3                          |                  |                  |                  |                  |                  |                  |
| 日本             | 日本               | 日本             | 日本             | リーグ戦                     | リーグ戦                   | リーグ杯         | リーグ杯         | 天皇杯           | 天皇杯           | 期間通算         | 期間通算         |
| 2001             | 東京V              | 36               | J1               | 5                            | 2                          | -                | -                | 3                | 2                | 8                | 4                |
| 2002             | 東京V              | 7                | J1               | 26                           | 16                         | 6                | 5                | 0                | 0                | 32               | 21               |
| 2003             | 浦和               | 7                | J1               | 0                            | 0                          | 2                | 0                | -                | -                | 2                | 0                |
| ブラジル         | ブラジル           | ブラジル         | ブラジル         | リーグ戦                     | リーグ戦                   | ブラジル杯       | ブラジル杯       | オープン杯       | オープン杯       | 期間通算         | 期間通算         |
| 2003             | ヴァスコ・ダ・ガマ |                  |                  | 20                           | 7                          |                  |                  |                  |                  |                  |                  |
| 2004             | フルミネンセ       |                  |                  | 19                           | 7                          |                  |                  |                  |                  |                  |                  |
| 2005             | ノヴァ・イグアス   |                  |                  | 2                            | 1                          |                  |                  |                  |                  |                  |                  |
| 2005             | フィゲイレンセ     |                  |                  | 31                           | 15                         |                  |                  |                  |                  |                  |                  |
| 2006             | パルメイラス       |                  |                  | 29                           | 10                         |                  |                  |                  |                  |                  |                  |
| 2007             | パルメイラス       |                  |                  | 20                           | 4                          |                  |                  |                  |                  |                  |                  |
| 2008             | ヴァスコ・ダ・ガマ |                  |                  | 3                            | 3                          | 7                | 6                |                  |                  |                  |                  |
| 通算             | ブラジル           | ブラジル         |                  | \|\|\|\|\|\|\|\|\|\|\|\|\|\| |                            |                  |                  |                  |                  |                  |                  |
| 通算             | イタリア           | イタリア         | セリエA          | 54                           | 16\|\|\|\|\|\|\|\|\|\|\|\| |                  |                  |                  |                  |                  |                  |
| 通算             | 日本               | 日本             | J1               | 31                           | 18                         | 8                | 5                | 3                | 2                | 42               | 25               |
| 総通算           | 総通算             | 総通算           | 総通算           | \|\|\|\|\|\|\|\|\|\|\|\|\|\| |                            |                  |                  |                  |                  |                  |                  |

## 代表歴

### 出場大会
- ブラジル代表
  - 1998 FIFAワールドカップ

### 試合数
- 国際Aマッチ 37試合 10得点（1992年-2000年）[29]

| ブラジル代表 | 国際Aマッチ | 国際Aマッチ |
| 年           | 出場        | 得点        |
| ------------ | ----------- | ----------- |
| 1992         | 4           | 1           |
| 1993         | 5           | 1           |
| 1994         | 0           | 0           |
| 1995         | 12          | 5           |
| 1996         | 1           | 0           |
| 1997         | 5           | 2           |
| 1998         | 8           | 1           |
| 1999         | 0           | 0           |
| 2000         | 2           | 0           |
| 通算         | 37          | 10          |

## タイトル

### 選手時代
CRヴァスコ・ダ・ガマ
- カンピオナート・ブラジレイロ・セリエA：1回（1997）
- カンピオナート・カリオカ：1回（1992）

SEパルメイラス
- カンピオナート・ブラジレイロ・セリエA：2回（1993、1994）
- カンピオナート・パウリスタ：2回（1993、1994）
- トルネイオ リオ-サンパウロ：1回（1993）

ブラジル代表
- コパ・アメリカ：1回（1997）
- アンブロ・カップ（1995）

個人
- ボーラ・ジ・オーロ：1回（1997）
- ボーラ・ジ・プラタ：2回（1993、1997）
- 南米年間ベストイレブン：2回（1995、1997）
- カンピオナート・ブラジレイロ・セリエA得点王：1回（1997）
- コパ・ド・ブラジル得点王：1回（2008）
- FIFAクラブワールドカップシルバーボール賞：1回（2000）